# Sandy Mayer
Sandy Mayer (ur. 5 kwietnia 1952 w Nowym Jorku) – amerykański tenisista, zwycięzca Wimbledonu 1975 i French Open 1979 w grze podwójnej.
Jego młodszy brat, Gene Mayer, również był tenisistą.

## Kariera tenisowa
Zawodowym tenisistą Mayer był w latach 1972–1986. W tym czasie wygrał jedenaście turniejów rangi ATP World Tour w grze pojedynczej i osiągnął dwanaście finałów. W grze podwójnej triumfował w dwudziestu czterech imprezach ATP World Tour, w tym na Wimbledonie 1975 i French Open 1979. Dodatkowo awansował do piętnastu finałów.
W rankingu gry pojedynczej Mayer najwyżej był na 7. miejscu (26 kwietnia 1982), a w klasyfikacji gry podwójnej na 3. pozycji (28 stycznia 1985).

### Finały w turniejach wielkoszlemowych

#### Gra podwójna (2–0)
| Końcowy wynik | Nr | Data            | Turniej            | Nawierzchnia | Partner          | Przeciwnicy                  | Wynik finału  |
| ------------- | -- | --------------- | ------------------ | ------------ | ---------------- | ---------------------------- | ------------- |
| Zwycięzca     | 1. | 5 lipca 1975    | Wimbledon, Londyn  | Trawiasta    | Vitas Gerulaitis | Colin Dowdeswell Allan Stone | 7:5, 8:6, 6:4 |
| Zwycięzca     | 2. | 10 czerwca 1979 | French Open, Paryż | Ceglana      | Gene Mayer       | Ross Case Phil Dent          | 6:4, 6:4, 6:4 |